# Tereza Beranová
Tereza Beranová (* 23. November 1998 in Jablonec nad Nisou) ist eine tschechische Skilangläuferin.

## Werdegang
Beranová, die für den Dukla Liberec startet, trat erstmals international im Februar 2015 beim Europäischen Olympischen Winter-Jugendfestival in Steg in Erscheinung. Dort belegte sie den 55. Platz über 5 km Freistil, den 51. Rang über 7,5 km klassisch und den 29. Platz im Sprint. Im selben Monat lief sie in Nové Město erstmals im Slavic Cup und errang dabei den 12. Platz im Sprint. Bei den Nordischen Junioren-Skiweltmeisterschaften 2018 in Goms kam sie auf den 17. Platz im Sprint und auf den 11. Rang mit der Staffel. Ihr Debüt im Skilanglauf-Weltcup hatte sie im Dezember 2018 in Davos, das sie auf dem 50. Platz im Sprint beendete. Bei der Tour de Ski 2018/19 holte sie bei der Sprintetappe in Toblach mit dem 26. Platz ihre ersten Weltcuppunkte. Im Januar 2019 lief sie bei den U23-Weltmeisterschaften in Lahti auf den zehnten Platz im Sprint und im folgenden Monat bei den Nordischen Skiweltmeisterschaften in Seefeld in Tirol auf den 29. Rang im Sprint. Bei den U23-Weltmeisterschaften 2020 in Oberwiesenthal belegte sie den 14. Platz im Sprint. Im folgenden Jahr belegte sie bei den U23-Weltmeisterschaften in Vuokatti den 12. Platz mit der Staffel und den fünften Rang im Sprint und bei den Nordischen Skiweltmeisterschaften in Oberstdorf den 20. Platz im Sprint. Im folgenden Jahr kam sie bei den Olympischen Winterspielen in Peking auf den 20. Platz im Sprint und auf den 13. Rang mit der Staffel.

## Teilnahmen an Weltmeisterschaften und Olympischen Winterspielen

### Olympische Spiele
- 2022 Peking: 13. Platz Staffel, 20. Platz Sprint Freistil

### Nordische Skiweltmeisterschaften
- 2019 Seefeld in Tirol: 29. Platz Sprint Freistil
- 2021 Oberstdorf: 20. Platz Sprint klassisch
- 2023 Planica: 12. Platz Sprint klassisch
- 2025 Trondheim: 8. Platz Teamsprint klassisch, 25. Platz Sprint Freistil